# Kelvinator (equipo ciclista)
El equipo Kelvinator fue un equipo ciclista italiano, de ciclismo en ruta que compitió la temporada 1968. Estuvo dirigido por los exciclistas Ercole Baldini y Silvano Ciampi.

## Principales resultados
- GP Vaux: Vincent Denson  (1968)
- Giro del Belvedere: Lucillo Lievore  (1968)

### En las grandes vueltas
- Giro de Italia
  - 1 participación (1968)
  - 0 victorias de etapa:
  - 0 clasificación finales:
  - 0 clasificaciones secundarias:

- Tour de Francia
  - 0 participaciones

- Vuelta a España
  - 0 participaciones